# واتو-موسی
واتو-موسی شهری در شهرستان تیکاره در استان بام در بورکینافاسوی شمالی است و جمعیت آن ۱۶۰۱ نفر است.